# الوحش يجب أن يموت (مسلسل 2021)
الوحش يجب أن يموت (بالإنجليزية: The Beast Must Die) مسلسل إثارة، وجريمة بريطاني لعام 2021 من إخراج دوم كاروكوسكي، واقتبست الكاتبة غابي شيابي قصة المسلسل من رواية تحمل نفس الاسم لسيسيل داي لويس. الفيلم من بطولة جامبو كوش، وجاريد هاريس، وبيلي هاول، ودوجي ماكميكين، ويركز المسلسل على حزن الأم على ابنها الذي قُتل في حادث سيارة. يتألف المسلسل من موسماً واحداً يحتوي خمسة حلقات صدرت في 17 يناير 2021.
تقوم نفس الكاتبة غابي شيبابي بإعداد الموسم الثاني تحت عنوان «سيف في عظامي».

## طاقم التمثيل
كوش جامبو: في دور فرانسيس كايرنز
بيلي هاول: في دور نايجل سترانجوايز
دوجي مكميكين: في دور فنسنت أوبراين
ماييف درمودي: في دور فيولت
ميا توملينسون: في دور لينا
وليام لاند: في دور مارتي كايرنز
آسية شاه: في دور آشا جيمس
جيرالدين جيمس: في دور جوي
بارني سايبورن: في دور فيل راتري
إلينا كنيتيلا: في دور مارتا
جاريد هاريس: في دور جورج راتري
كارينزا بوسكاوين: في دور تريش
مانجيندر فيرك: في دور ليز جيروود
ناثانيال باركر: في دور بلونت
إميلي تافه: في دور نيما

## ملخص أحداث المسلسل
يتابع المسلسل مطاردة الأم الثكلى فرانسيس (كوش جامبو) لسائق السيارة التي قتلت ابنها البالغ من العمر ست سنوات في حادث صادم في جزيرة وايت قبل ثلاثة أشهر. تفشل الشرطة في العثور على الجاني، وتبدأ الأم في البحث، حتى تتمكن من قتله، وتشير إلى ان قتل صبي على يد شخص بيديه بدلاً من سيارته، سوف تحدث صرخة وطنية، ولن يرتاح أحد حتى يُقبض على الوحش.
تتابع فرانسيس الأدلة وتستخلص المعلومات من ورش الإصلاح حول المصدات التالفة، حتى انها تصادق أيضًا الشاهدة الرئيسية لينا (ميا توملينسون) من خلال التظاهر بأنها تجري بحثًا عن رواية عن امرأة شابة.

## الإنتاج والتصوير
بدأ تصوير «الوحش يجب أن يموت» في جزيرة وايت (جزيرة تقع قبالة الساحل الجنوبي لإنجلترا)، ومناطق حولها في نهاية أغسطس 2020. كان الإنتاج يطبق بروتوكولات كوفد 19 الاحترازية، ويتبع إرشادات صارمة للتباعد الاجتماعي، مع مطالبة جميع الممثلين وطاقم العمل بارتداء الأقنعة في جميع الأوقات (باستثناء عند تصوير مشهد)، تم أيضًا اختبار الممثلين، والطاقم بشكل روتيني وإجراء فحوصات يومية لدرجة الحرارة، والفحوصات الصحية، بينما تضمن «الكبسولات» داخل وخارج المجموعة تفاعلًا آمنًا مع الإنتاج.

## استقبال المسلسل
كتبت دوم روبينسون على موقع حمي الدي في دي: «تصبح المصداقية مطاطية عندما تكون فرصة» فرانسيس«في الحصول على زمام المبادرة، وإقناع مرآب لتصليح المركبات بسهولة بمنحها عنوانًا معينًا، مما يؤدي إلى تجاهلها تمامًا لقانون حماية البيانات، يبدو المشهد رائعًا، لكن المصداقية كادت أن تنقطع عندما استولت فرانسيس بطريقة ما على فتاة الحفلة لينا، والتي صادفتها واعادتها إلى جزيرة وايت، وفي طريق جورج».
كتب مايكل ستار من صحيفة نيويورك بوست: «هناك ما يكفي من القلق في جميع الشخصيات الرئيسية، هم يتقدمون في مقاطع جميل... جامبو وهاريس كلاهما رائع».
كتب ماثيو جلبرت من صحيفة بوسطن جلوب: «الكثير منا ينتظرون اللغز العظيم القادم على التلفزيون البريطاني... في حين أن» الوحش يجب أن يموت«ليست قصة على مستوى الأفضل من هذا النوع».
منح موقع الطماطم الفاسدة المسلسل تقييماً مقداره 100% بناءاً على آراء عشرة نقاداً سينمائيين.

## روابط خارجية
- الوحش يجب أن يموت (مسلسل 2021) على موقع IMDb (الإنجليزية)
- الوحش يجب أن يموت (مسلسل 2021) على موقع كينوبويسك (الروسية)
- الوحش يجب أن يموت (مسلسل 2021) على موقع قاعدة بيانات الفيلم (الإنجليزية)